# Witold Stankiewicz (wojskowy)
Witold Włodzimierz Stankiewicz (ur. 4 marca 1893 w Adamowie, pow. brasławski, zm. wiosną 1940 w Charkowie) – podpułkownik dyplomowany piechoty Wojska Polskiego, kawaler Orderu Virtuti Militari, ofiara zbrodni katyńskiej.

## Życiorys
Syn Włodzimierza i Jadwigi z Zajączkowskich. Absolwent szkoły realnej w Stawropolu na Kaukazie. Wcielony w 1911 do armii rosyjskiej. Walczył w I wojnie światowej. Awansował na porucznika. Od 1917 w I Korpusie Polskim. W 2 Dywizji Strzelców objął stanowisko szefa operacyjnego sztabu. Od 1918 w 1 Dywizji Strzelców. Po demobilizacji działał w Polskiej Organizacji Wojskowej w Kijowie. W 1918 wstąpił do Wojska Polskiego i został skierowany do 26 pułku piechoty. Od 1919 dowodził batalionem w 27 pułku piechoty. Walczył w wojnie 1920 r.
W okresie międzywojennym nadal w 27 pp. Od 1922 w Sztabie Generalnym WP i DOK VI jako szef Oddziału Ogólnego (sierpień 1924).
1 listopada 1924 został powołany do Wyższej Szkoły Wojennej w Warszawie, w charakterze słuchacza IV Kursu Doszkolenia. 15 października 1925, po ukończeniu kursu i otrzymaniu dyplomu naukowego oficera Sztabu Generalnego, został przydzielony do 26 Dywizji Piechoty w Skierniewicach na stanowisko szefa sztabu. 5 maja 1927 został przeniesiony do 68 pułku piechoty we Wrześni na stanowisko zastępcy dowódcy pułku. W listopadzie 1928 został przeniesiony do 50 pułku piechoty Strzelców Kresowych w Kowlu na stanowisko zastępcy dowódcy pułku. 6 lipca 1929 został przeniesiony na stanowisko delegata Sztabu Głównego przy Dyrekcji PKP Wilno. W grudniu 1932 ogłoszono jego przeniesienie na stanowisko komendanta Powiatowej Komendy Uzupełnień Wadowice. Z dniem 2 września 1933 został przeniesiony do Powiatowej Komendy Uzupełnień Piotrków na stanowisko komendanta. Od 1938 w stanie spoczynku, pracował w dowództwie OPL DOK VI.
W trakcie kampanii wrześniowej 1939 – po agresji ZSRR na Polskę – w nieznanych okolicznościach dostał się do niewoli sowieckiej i przebywał w obozie w Starobielsku. Wiosną 1940 został zamordowany przez funkcjonariuszy NKWD w Charkowie i pogrzebany w bezimiennej mogile zbiorowej w Piatichatkach, gdzie od 17 czerwca 2000 mieści się oficjalnie Cmentarz Ofiar Totalitaryzmu w Charkowie. Figuruje na Liście Starobielskiej NKWD pod poz.  3200.

## Upamiętnienie
5 października 2007 minister obrony narodowej Aleksander Szczygło – decyzją nr 439/MON – mianował go pośmiertnie na stopień pułkownika. Awans został ogłoszony 9 listopada 2007 w Warszawie, w trakcie uroczystości „Katyń Pamiętamy – Uczcijmy Pamięć Bohaterów”.

## Awanse
- podporucznik
- porucznik
- kapitan – 1918
- major – 1919
- podpułkownik – 1925

## Ordery i odznaczenia
- Krzyż Srebrny Orderu Virtuti Militari nr 522
- Krzyż Walecznych (czterokrotnie)
- Złoty Krzyż Zasługi (10 listopada 1928)[16]
- Medal Niepodległości (23 grudnia 1933)[17]